# Adelpha naxia
Adelpha naxia is een vlinder uit de onderfamilie Limenitidinae van de familie Nymphalidae. De wetenschappelijke naam van de soort werd als Heterochroa naxia in 1867 gepubliceerd door C. & R. Felder.